# Kanton Munster
Kanton Munster (fr. Canton de Munster) byl francouzský kanton v departementu Haut-Rhin v regionu Alsasko. Tvořilo ho 16 obcí. Zrušen byl po reformě kantonů 2014.

## Obce kantonu
- Breitenbach-Haut-Rhin
- Eschbach-au-Val
- Griesbach-au-Val
- Gunsbach
- Hohrod
- Luttenbach-près-Munster
- Metzeral
- Mittlach
- Muhlbach-sur-Munster
- Munster
- Sondernach
- Soultzbach-les-Bains
- Soultzeren
- Stosswihr
- Wasserbourg
- Wihr-au-Val